# Asociación de Ingenieros Civiles Estructurales de Chile
La Asociación de Ingenieros Civiles Estructurales (abreviado como AICE) es una asociación profesional independiente para ingenieros civiles estructurales que opera en Chile. Con sede en Santiago, la AICE agrupa a más de 300 miembros. 
Desde 2023 la asociación es presidida por Francisca Pedrasa, primera presidenta mujer en la historia de la asociación.

## Objetivos

El profesor Leonardo Massone en el 16.º Congreso AICE, 2023.

Tiene como objetivo apoyar la profesión de la ingeniería civil, ofreciendo calificación profesional, promoviendo la educación, manteniendo la ética profesional y estableciendo vínculos con la industria y entidades académicas. Regula las condiciones de pertenencia al organismo; trabaja con la industria y el mundo académico para mejorar los estándares de ingeniería; y asesora sobre planes de estudios de educación y capacitación. Como organismo profesional, la AICE tiene como objetivo apoyar y promover el aprendizaje profesional (tanto para los estudiantes como para los profesionales en activo), gestionando la ética profesional, salvaguardando el estatus de las y los ingenieros, y representando los intereses de la profesión en sus relaciones con diferentes instituciones.

## Historia

### Fundación
La Asociación de Ingenieros Civiles Estructurales de Chile se creó en 1996, donde un grupo de profesionales se reunieron y decidieron crear una asociación que les permitiera mejorar la calidad de la profesión de manera concreta. Tras esta idea se reunieron los ingenieros Fernando Yáñez, Rodrigo Mujica, Marcial Baeza, Tomás Guendelman y Rafael Gatica. Este grupo de reunió periódicamente durante dos años, a fin de elaborar los estatutos legales para hacer de la Asociación de Ingenieros Estructurales una entidad jurídica. Esto se hizo realidad el 5 de noviembre de 1998. 
El primer directorio fue:
- Rodrigo Mujica, Presidente
- Alfonso Larraín, 1.er Vicepresidente
- Marcial Baeza, 2.º Vicepresidente
- Fernando Yáñez, Director
- Mario Guendelman, Director
- Iván Darrigrande, Director
- René Lagos, Tesorero

### Ley N.º 19.748

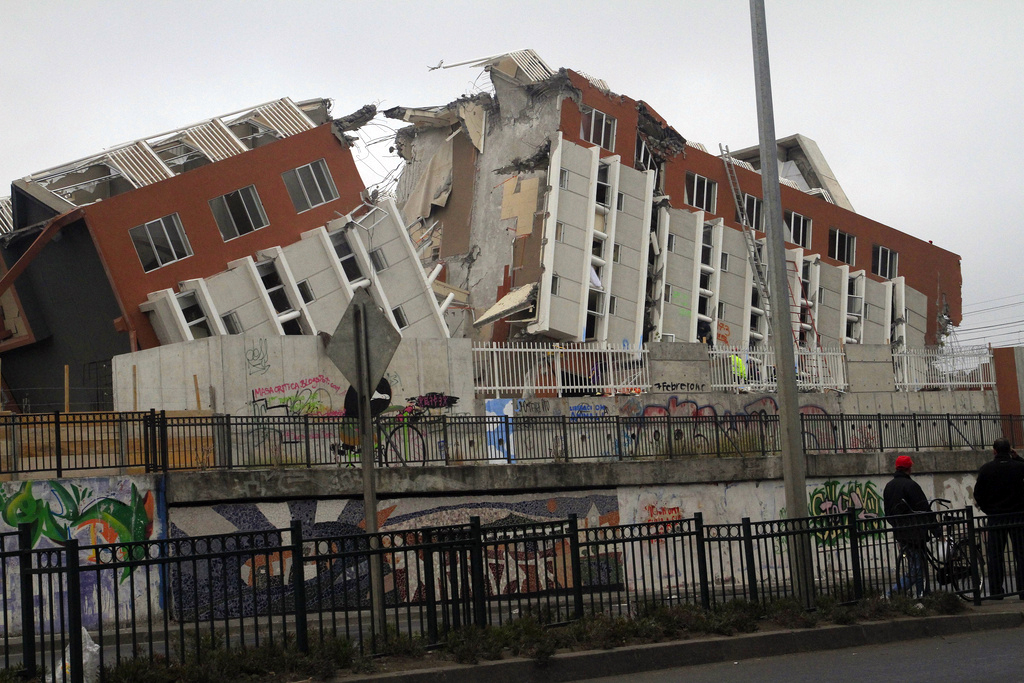
Miembros de la AICE tomaron protagonismo en la actualización de normas sísmicas después del terremoto del 27/F.

Uno de los temas que la directiva abordó con mayor energía fue evaluar estrategias a seguir, con el fin de mejorar la calidad de los proyectos estructurales. La alternativa elegida fue la de propiciar la obligatoriedad de la revisión de los proyectos de cálculo, por un par de reconocida experiencia, así se gestó la idea del Registro Nacional de Revisores de Proyecto de Cálculo Estructural. Después de discutir internamente el tema, éste se llevó a la opinión pública, al Congreso y a entidades gubernamentales, logrando el apoyo del diputado y arquitecto Patricio Hales. Con ello, en agosto de 2001 se promulgó la Ley N.º 19.748, que incorpora la obligatoriedad de efectuar la Revisión del Proyecto de Cálculo Estructural, recogiendo en su texto la esencia de la proposición de la AICE complementada con las sugerencias de las instituciones e instancias que fueron consultadas por las comisiones parlamentarias. Con ello, el entonces ministro Jaime Ravinet decidió acoger la facultad que le otorga la Ley, como asimismo delegar en el Instituto de la Construcción la coordinación de la mesa multisectorial que estuvo encargada de proponer la Modificación a la Ordenanza General de Urbanismo y Construcción y el Reglamento del Registro. En mayo de 2002 se modificó la Ordenanza General de Urbanismo y Construcción, y en octubre del mismo año se aprobó el Reglamento del Registro, constituyendo estos instrumentos la base para la operación del mismo. Todo lo anterior permitió que con fecha 10 de diciembre de 2002, se suscribiera un Convenio entre el Ministerio de Vivienda y Urbanismo y el Instituto de la Construcción, mediante el cual el MINVU le encomienda al Instituto la gestión, administración y mantención del Registro de Revisores de Proyectos de Cálculo Estructural. Luego de 10 años de vigencia de esta ley, existe el consenso entre los asociados que ésta ha sido una herramienta valiosa, para mejorar la calidad de los proyectos estructurales. De esta forma una idea que se gestó al interior del AICE, ha contribuido a mejorar los estándares de seguridad de las construcciones para beneficio directo de toda la sociedad. Se podría calificar esto como el primer logro histórico de la AICE, el cual se vio reflejado claramente en el buen comportamiento que tuvieron los edificios construidos después de esa fecha y durante el terremoto del 27/F.

### Actualidad

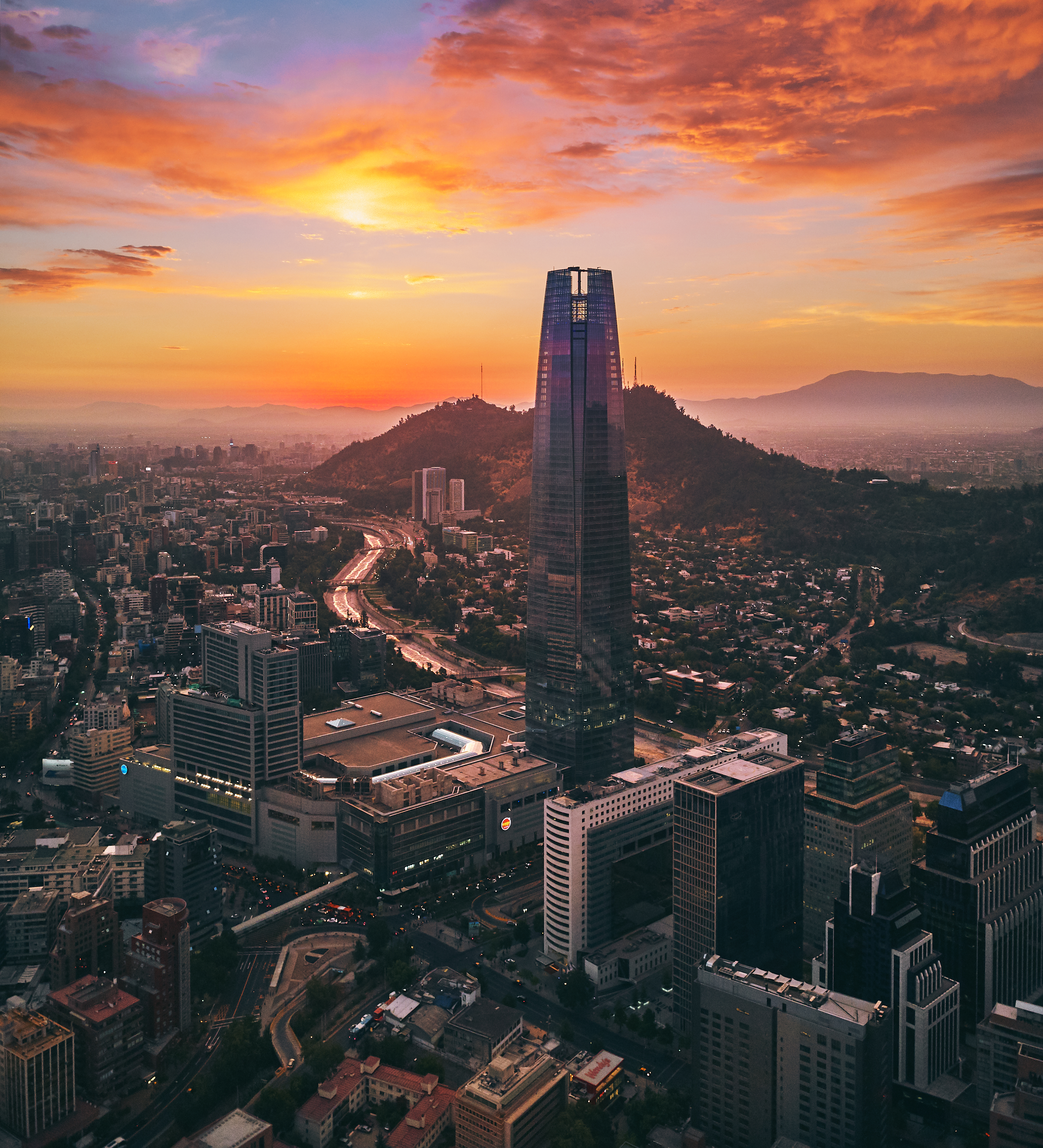
Diversos miembros de la AICE han participado en proyectos emblemáticos de ingeniería chilena, como René Lagos en la Gran Torre Costanera.

Desde el año 2009 se lleva a cabo un congreso anual que reúne a todos los asociados y profesionales afines, donde se discuten los temas de mayor relevancia. Además, el año 2012 se realizaron dos congresos adicionales, uno habitacional y otro industrial/minero, los cuales mostraron proyectos donde se aplicaban las nuevas tecnologías y conocimientos del área de manera práctica. Asimismo, cada mes se realizó alguna charla, curso o seminario para los asociados, de esta manera AICE cumple con su misión de difundir las mejores prácticas profesionales y de entregar herramientas actualizadas para el desempeño de sus asociados.